# Sven-Ivan Sundqvist
Sven-Ivan Sundqvist, född 19 augusti 1939 i Kristinehamn, död 9 augusti 2022, var en svensk ekonom, ekonomijournalist och börskommentator på Dagens Nyheter. Han grundade och var ägare av företaget SIS Ägarservice AB. Sundqvist var en av människorna som Milton Friedman tackar i sin lektion Inflation and Unemployment.

## Biografi
Sundqvist var son till Per Sundqvist från Offerdal i Jämtland och Margit Sundqvist (född Lamberg) från Göteborg. Han var född i Kristinehamn och familjen flyttade tidigt till Kalmar. Så småningom flyttade familjen till Stockholm där han gick på Brännkyrka läroverk och tog studenten 1957 på Latinlinjen. 1961/62 gjorde han värnplikten på Tolkskolan i Uppsala. 
Sven-Ivan Sundqvist studerade och arbetade på Handelshögskolan i Stockholm från 1958 till 1970. 1967 blev han ekonomie licentiat med avhandlingen Traditionell kalkylering och linjär programmering (skriven med Göran Ahlberg).
Sundqvist började på ekonomiredaktionen på Dagens Nyheter 1970 och arbetade som börskommentator fram till 1997.  
1973 erhöll han Stora Journalistpriset för nydaning av ekonomijournalistiken. 
1997–2015 ägde och drev han företaget SIS Ägarservice AB.
Sven-Ivan Sundqvist, genom SIS Ägarservice, framställde under flera år statistik om könsfördelning i svenska bolagsstyrelser för Kollegiet för Svensk Bolagsstyrning.
Entreprenören och finansmannen Maths O. Sundqvist var kusin till Sven-Ivan Sundqvist.